# San Román de Cameros
San Román de Cameros ist ein Ort und eine zur bevölkerungsarmen Serranía Celtibérica gehörende Gemeinde (municipio) mit nur noch 127 Einwohnern (Stand: 2024) in der Autonomen Gemeinschaft La Rioja im Norden Spaniens.

## Lage und Klima
Der Ort San Román de Cameros liegt am Mittellauf des Río Leza knapp 37 km (Fahrtstrecke) südlich der Provinzhauptstadt Logroño in einer Höhe von ca. 850 m. Soria, die Hauptstadt der südlich an die Rioja angrenzenden altkastilischen Provinz, befindet sich ca. 66 km südlich. Das Klima ist gemäßigt bis warm; Regen (ca. 625 mm/Jahr) fällt hauptsächlich im Winterhalbjahr.

## Bevölkerungsentwicklung
| Jahr      | 1857 | 1900 | 1950 | 2000 | 2018 |
| Einwohner | 611  | 752  | 480  | 162  | 142  |

Infolge der Mechanisierung der Landwirtschaft, der Aufgabe bäuerlicher Kleinbetriebe und des daraus resultierenden geringeren Arbeitskräftebedarfs ist die Einwohnerzahl des Bergorts seit Beginn des 20. Jahrhunderts deutlich zurückgegangen (Landflucht). Zur Gemeinde gehören auch die nahezu verlassenen Weiler (pedanías) Vadillos und Velilla sowie weitere ehemalige Orte (despoblados).

## Wirtschaft
Die Gemeinde war jahrhundertelang zum Zweck der Selbstversorgung landwirtschaftlich orientiert, wobei die Viehwirtschaft (Milch, Käse, Fleisch) im Vordergrund stand; aus der Schafwolle wurden Weberzeugnisse hergestellt, die auch getauscht oder verkauft werden konnten. Aber auch Obst, Gemüse und Getreide wurden angebaut. Heute werden vor allem im Sommerhalbjahr Ferienwohnungen (casas rurales) vermietet.

## Geschichte
Keltiberische, römische, westgotische und selbst islamisch-maurische Siedlungsspuren wurden auf dem Gemeindegebiet nicht entdeckt. Das hochgelegene Gebiet diente jahrhundertelang als Sommerweide für Schafe und Ziegen. Eine militärische Rückeroberung (reconquista) durch die Christen fand wohl nicht statt, doch wurde der Platz im Rahmen der Repoblación allmählich besiedelt. Seit etwa 1040 gehörte die Gegend zur von García Sánchez III. geschaffenen Grundherrschaft (señorio) der Tierra de Cameros. Die erste Erwähnung des Ortsnamens stammt aus dem ausgehenden 11. Jahrhundert. Im Mittelalter war die Region zeitweise zwischen den Königreichen Kastilien und Navarra umstritten; im Jahr 1366 vermachte Heinrich von Trastamara als Dank für geleistete Dienste 40 Dörfer an Juan Ramírez de Arellano, dessen Nachfahren, die Condes de Águilar und die Duques de Abrantes lange Zeit Grundherrn (señores) der Gegend blieben. Nach der Abschaffung der Grundherrschaften im Jahr 1811 gehörte das Gebiet der Cameros zur Provinz Soria und kam erst im Jahr 1833 zur neugeschaffenen Provinz Logroño, aus der später die Region La Rioja hervorging.

## Sehenswürdigkeiten

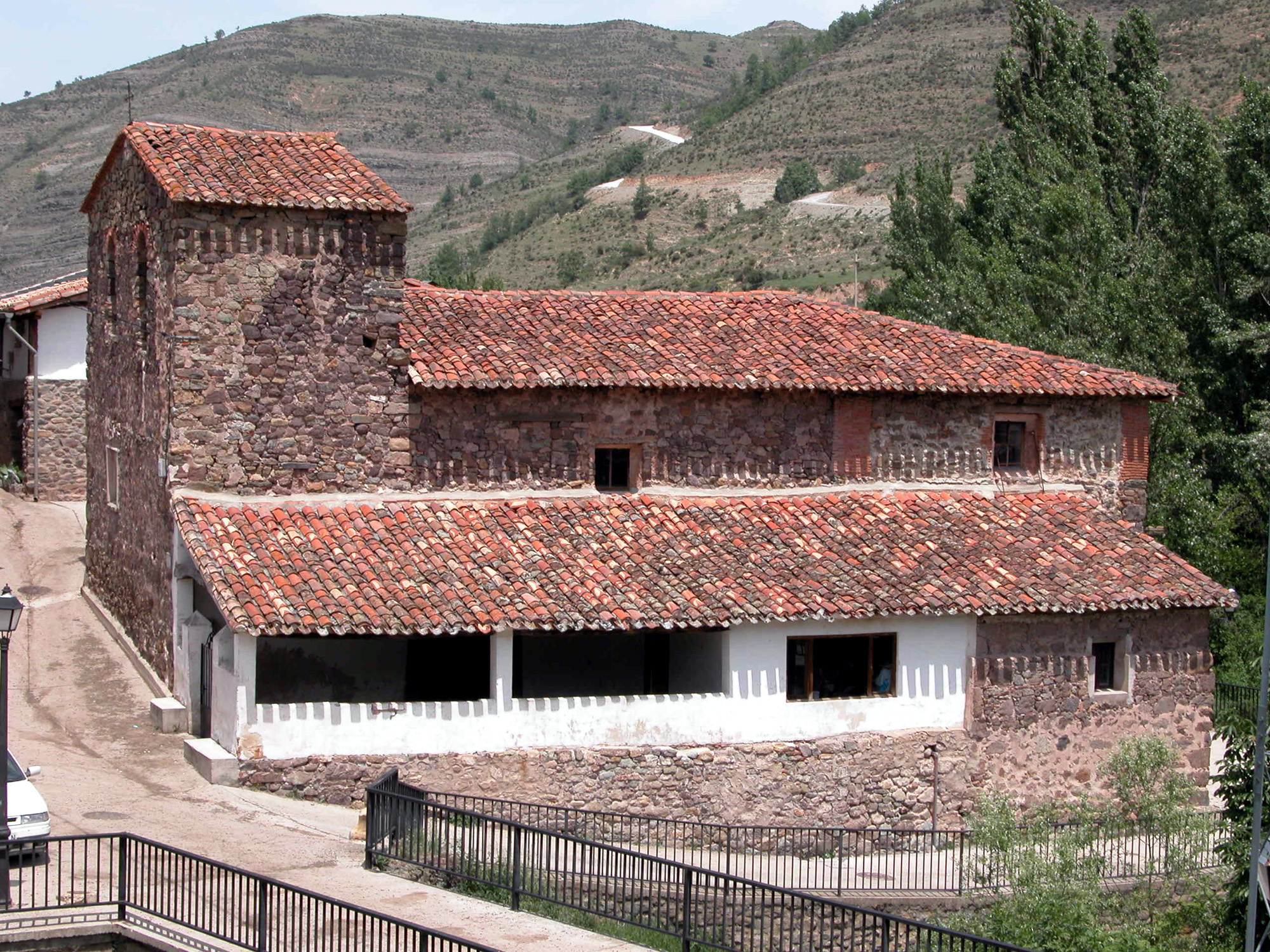
Vadillos – Kirche

- Die im 16./17. Jahrhundert an der Stelle eines mittelalterlichen Vorgängerbaus aus Hau- und Bruchsteinen (sillería y mampostería) errichtete einschiffige Iglesia de da Asunción ist dem Himmelfahrt Mariens geweiht. Im sterngewölbten Innern ist vor allem das imposante Altarretabel (retablo) hinter dem Hauptaltar aus dem Jahr 1740 sehenswert. Andere Altäre stammen aus den Kirchen aufgegebener Dörfer (despoblados) in der Umgebung.[3]
- Die neugotische Ermita de la Virgen del Carmen stammt aus dem Jahr 1922.
- Im Ort verteilt gibt es mehrere Brunnen (fuentes).

Vadillos
- Im noch etwa 20 Einwohner zählenden Weiler Vadillos ist vor allem die aus kleinen Bruch- oder Feldsteinen errichtete Kirche interessant. Sie besitzt überdies eine später hinzugefügte Südvorhalle (portico).